# アート・ラフルー
アート・ラフルー（Art LaFleur、1943年9月9日 - 2021年11月17日）は、アメリカ合衆国の俳優。
インディアナ州ゲーリー出身。脇役での出演が多い。

## 主な出演作品
- Rescue from Gilligan's Island (1978) テレビ映画
- ダーティファイター 燃えよ鉄拳 Any Which Way You Can (1980)
- 吹きだまりの町 Cannery Row (1982)
- わたしは女優志願 I Ought to be in Pictures (1982)
- ハートブレイカー In the Custody of Strangers (1982) テレビ映画
- 新・ジキル博士とハイド氏 Jekyll and Hyde... Together Again (1982)
- ファミリー Who Will Love My Children? (1983)
- ウォー・ゲーム WarGames (1983)
- 殺したいほど愛されて Unfaithfully Yours (1984)
- スキャンダル・ゲーム Sins of the Past (1984) テレビ映画
- トランサーズ/未来警察2300 Trancers (1984)
- シティヒート City Heat (1984)
- 赤い靴をはいた男の子 The Man with One Red Shoe (1985)
- SFゾーン・トゥルーパーズ Zone Troopers (1985)
- 勃発!第3次世界大戦/ミサイル・パニック The Fifth Missile (1986) テレビ映画
- メジャーリーグへの道/片腕のヒーロー A Winner Never Quits (1986) テレビ映画
- コブラ Cobra (1986)
- セイ・イエス/2億5000万ドルの結婚 Say Yes (1986)
- ランページ/裁かれた狂気 Rampage (1987)
- ブロブ/宇宙からの不明物体 The Blob (1988)
- フィールド・オブ・ドリームス Field of Dreams (1989)
- 刑事ゲーブル/ マフィアの標的 Keaton's Cop (1990)
- エア★アメリカ Air America (1990)
- ブルージーン・コップ Death Warrant (1990)
- オスカー Oscar (1991)
- トランサーズ2360 Trancers II (1991)
- ミスター・ベースボール Mr. Baseball (1992)
- フォーエヴァー・ヤング 時を超えた告白 Forever Young (1992)
- ジャック・ザ・ベア/みんな愛してる Jack the Bear (1993)
- サンドロット/僕らがいた夏 The Sandlot (1993)
- マーヴェリック Maverick (1994)
- イン・ザ・アーミー/こちら最前線、異状あり In the Army Now (1994)
- ママのフィアンセ/結婚に異議あり! Man of the House (1995)
- ファースト・キッド/僕のパパは大統領 First Kid (1996)
- ルイス&クラーク&ジョージ Lewis & Clark & George (1997)
- 狼の勲章 Best of the Best 4: Without Warning (1998) テレビ映画
- ラスト・チャンス Last Chance (1999)
- タイカス Tycus (1999)
- リプレイスメント The Replacements (2000)
- ベートーベン4 Beethoven's 4th (2001) オリジナルビデオ
- ザ・プラクティス ボストン弁護士ファイル The Practice (2001-2002) テレビドラマ
- サンタクロース・リターンズ! クリスマス危機一髪 The Santa Clause 2 (2002)
- シンデレラ・ストーリー A Cinderella Story (2004)
- ホステージ Hostage (2005)
- ウォルト・ディズニーのサンタクローズ3/クリスマス大決戦! The Santa Clause 3: The Escape Clause (2006)
- スピード・レーサー Speed Racer (2008)
- ウルフ・ウォーズ War Wolves (2009) テレビ映画
- 最強のシリアル・キラー決定戦 Dahmer vs. Gacy (2010)
- ザ・リグ ～深海からの覚醒～ The Rig (2010)